# Зубик Олег Володимирович
Олег Володимирович Зубик (15 серпня 1984, Бучацький район (нині Чортківський район, Тернопільська область) — 19 грудня 2022, Донецька область) — український військовослужбовець, солдат 24 ОМБр Збройних сил України, учасник російсько-української війни. Почесний громадянин міста Тернополя (2023, посмертно). Нагороджений орденом Хрест Героя 25 листопада 2023( посмертно), Орденом за мужність  ІІІ ступеня 14 березня 2024 ( посмертно).

## Життєпис
Олег Зубик народився 15 серпня 1984 року в селі Доброполе Бучацького району Тернопільської області. З 1990 року проживав у м. Тернополі.
Стрілець-снайпер механізованого батальйону 24 ОМБр.Вступив до лав ЗСУ 5 березня 2021 року.Під час військового вторгнення 24 лютого 2022 року захищав позиції біля Золотого на Луганщині. 29 квітня 2022 року був поранений біля Попасної, в селі Оріхово. У серпні 2022 року брав участь в боях на Миколаївщині, був поранений 6  вересня 2022 року біля села Тернові Поди. Повернувся в стрій у грудні, повністю не відновившись після поранення,обороняв Бухмут. 19 грудня 2022 року, виконуючи бойове завдання в населеному пункті Кліщіївка, під час бою витягнув з палаючого танка пораненого бійця, Камінського Олександра, мешканця міста Скалата Підволочиського району, передав його медикам, а сам повернувся в бій і загинув цього ж дня під час виконання бойового завдання в селі Кліщіївка на Донеччині.
Похований 24 грудня 2022 року на Алеї Героїв Микулинецького  кладовища м. Тернопіль.

## Нагороди
- Почесний громадянин міста Тернополя (27 січня 2023, посмертно)[1].